# Больвари, Геза фон
Ге́за фон Больва́ри (венг. Géza von Bolváry, настоящее имя Геза Мария фон Больвари-Цан (Géza Maria von Bolváry-Zahn; 26 декабря 1897, Будапешт — 11 августа 1961, Мюнхен) — венгерский актёр, сценарист и режиссёр.

## Биография
В Будапеште Больвари учился в Королевской военной академии и позднее служил в венгерском ополчении. После Первой мировой войны демобилизовался в звании ротмистра и нашёл себя в зарождавшемся венгерском кинематографе. С 1920 года Больвари снимался в немом кино, вскоре перешёл на работу на киностудии Star-Film, где он дебютировал в качестве режиссёра и драматурга. В 1922 году Больвари заключил 4-летний контракт с мюнхенским киноконцерном Emelka.
В 1926—1928 годах Больвари работал в берлинской кинокомпании Fellner & Somlo, затем уехал в Лондон и работал в British International Pictures. Вернувшись в Берлин, до 1933 года работал в Superfilm Berlin и затем до 1935 года в Boston Films в Берлине. Начиная с 1936 года Больвари сотрудничал с несколькими продюсерскими компаниями в Вене Styria-Film, Terra Film и Wienfilm. После Второй мировой войны Больвари отправился в Рим и снял несколько кинолент для Cinopera. В 1950 году Больвари обосновался в Мюнхене и работал продюсером в Starfilm.
В период с 1920 по 1958 годы Больвари снял около сотни фильмов и писал сценарии. Последние фильмы были сняты Больвари в 1958 году.

## Фильмография
| - 1920: A tisztesség nevében - 1920: Kétarcú asszony - 1921: Tavaszi szerelem - 1922: Meseország - 1922: Egy fiúnak a fele - 1923: Mutterherz - 1923: Der Weg zum Licht - 1923: Wüstenrausch - 1924: Mädchen, die man nicht heiratet - 1924: Жулик против воли — Hochstapler wider Willen - 1925: Die Königsgrenadiere - 1925: Frauen, die nicht lieben dürfen - 1925: Die Liebe der Bajadere - 1926: Die Fürstin der Riviera - 1926: Das deutsche Mutterherz - 1926: Fräulein Mama - 1927: Die Gefangene von Shanghai - 1927: Der Geisterzug - 1927: Artisten - 1928: Haus Nummer 17 - 1928: Der fesche Husar - 1929: Champagner - 1929: The Vagabond Queen - 1929: Der Würger - 1929: Der Erzieher meiner Tochter - 1929: Vater und Sohn - 1930: Delikatessen - 1930: Zwei Herzen im 3/4 Takt - 1930: Ein tango für Dich - 1930: Das Lied ist aus - 1930: Der Herr auf Bestellung - 1931: Die lustigen Weiber von Wien - 1931: Der Raub der Mona Lisa - 1931: Liebeskommando - 1932: Ein Lied, ein Kuß, ein Mädel - 1932: Ich will nicht wissen, wer Du bist - 1932: Ein Mann mit Herz - 1933: Was Frauen träumen - 1933: Die Nacht der großen Liebe - 1933: Das Schloß im Süden - 1933: Skandal in Budapest - 1933: Alles für die Frau - 1934: Ich kenn' Dich nicht und liebe Dich - 1934: Abschiedswalzer - 1934: Весенний парад — Frühjahrsparade - 1935: Winternachtstraum - 1935: Stradivari | - 1935: Es flüstert die Liebe - 1936: Die Entführung - 1936: Das Schloß in Flandern - 1936: Mädchenpensionat - 1936: Die Julica / Ernte - 1936: Lumpacivagabundus - 1937: Premiere - 1937: Der Unwiderstehliche - 1937: Zauber der Bohème - 1938: Finale / Die unruhigen Mädchen - 1938: Spiegel des Lebens - 1938: Zwischen Strom und Steppe - 1939: Maria Ilona - 1939: Бал в опере — Opernball - 1940: Wiener G’schichten - 1940: Traummusik - 1940: Rosen in Tirol - 1941: Dreimal Hochzeit - 1942: Schicksal - 1942: Die heimliche Gräfin - 1943: Der dunkle Tag - 1943: Ein Mann mit Grundsätzen? - 1944: Schrammeln - 1944-45: Летучая мышь — Die Fledermaus - 1945: Die tolle Susanne - 1946 Die Fledermaus - 1949: Wer bist Du, den ich liebe? - 1950: Ihre wunderbare Lüge (Addio, Mimi) - 1950: Hochzeitsnacht im Paradies - 1951: Schwarze Augen - 1952: Meine Frau macht Dummheiten - 1952: Fritz und Friederieke - 1953: Einmal kehr’ ich wieder - 1953: Die Tochter der Kompanie - 1955: Ein Herz bleibt allein / Mein Leopold - 1955: Ja, ja, die Liebe in Tirol - 1956: Schwarzwaldmelodie - 1956: Das Donkosakenlied - 1956: Was die Schwalbe sang - 1957: Hoch droben auf dem Berg - 1957: Schön ist die Welt - 1957: Всё опять будет хорошо — Es wird alles wieder gut - 1957: Zwei Herzen im Mai - 1958: Das gab’s nur einmal - 1958: Schwarzwälder Kirsch - 1958: Hoch klingt der Radetzkymarsch - 1958: Ein Lied geht um die Welt (Die Joseph-Schmidt-Story) |